# Bundeskanzler (Österreich)
Der Bundeskanzler der Republik Österreich ist der Regierungschef der Republik Österreich, er führt den Vorsitz und die Geschäfte der Bundesregierung. In ihrer Gesamtheit besteht diese aus dem Bundeskanzler, aus dem Vizekanzler und den Bundesministern. Als Kollegialorgan sind sie mit den obersten Verwaltungsgeschäften des Bundes betraut, soweit diese nicht dem Bundespräsidenten obliegen (Art. 69 Abs. 1 B-VG).
Der Amtsinhaber koordiniert und vertritt als Regierungschef die Regierungsarbeit gegenüber dem Parlament und der Öffentlichkeit. In Alleinregierungen mit nur einer Partei ist er realpolitisch der mächtigste Politiker des Landes, in Koalitionsregierungen hängt sein Einfluss von der Stärke seiner Parlamentsfraktion ab. Amtssitz des Bundeskanzlers ist das Bundeskanzleramt am Ballhausplatz gegenüber der Präsidentschaftskanzlei in der Hofburg.
Amtsinhaber ist seit dem 3. März 2025 Christian Stocker (ÖVP).

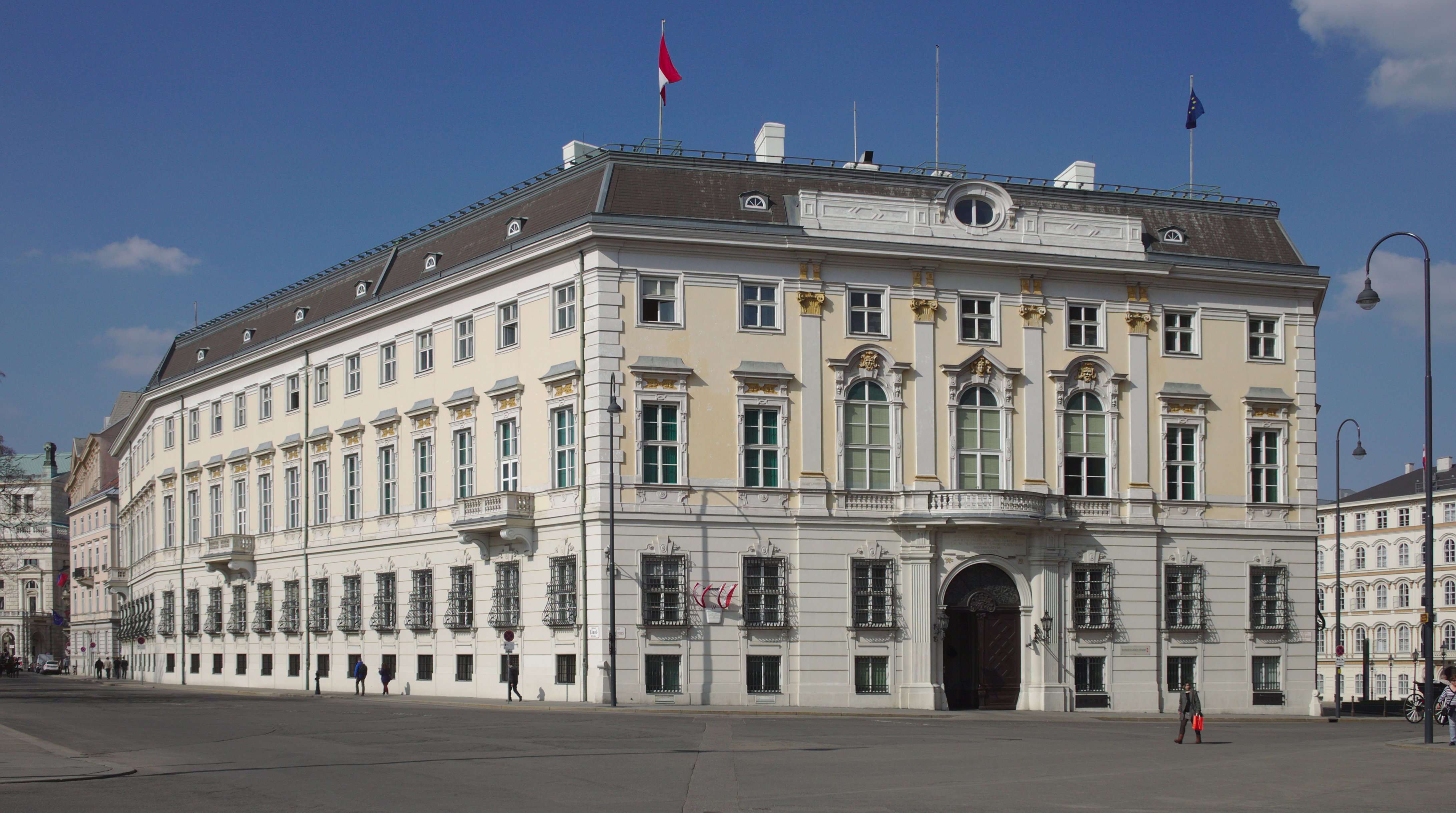
Bundeskanzleramt, 2014

## Bundeskanzler und sein Kabinett

### Ernennung
Die Ernennung des Bundeskanzlers erfolgt seit der Verfassungsnovelle vom 7. Dezember 1929 (BGBl. 392/1929) durch den Bundespräsidenten (bis dahin wurde die Bundesregierung vom Nationalrat gewählt), der de jure in der Wahl der Person vollkommen frei ist, de facto jedoch auf die Mehrheitsverhältnisse im Nationalrat Rücksicht nimmt. Formale Voraussetzung, um als Mitglied der Bundesregierung und damit auch als Bundeskanzler ernannt zu werden, ist gemäß Art. 70 Abs. 2 B-VG die Wählbarkeit zum Nationalrat (Art. 70 Abs. 2 B-VG). Weiters normiert Abs. 2, dass „die Mitglieder der Bundesregierung […] nicht dem Nationalrat angehören [müssen]“. Im Umkehrschluss bedeutet dies, dass der Bundeskanzler und die anderen Mitglieder der Regierung gleichzeitig auch Abgeordnete zum Nationalrat sein können, in der Realpolitik ist dies jedoch, wie zum Beispiel noch bei Bruno Kreisky, nicht mehr der Fall.
Der Bundeskanzler schlägt dem Bundespräsidenten die übrigen Mitglieder der Bundesregierung für sein Kabinett zur Ernennung vor. Mit der Angelobung und der Unterzeichnung der Bestallungsurkunden ist die Bundesregierung (und mit ihr der Bundeskanzler) sofort handlungsfähig, eine Bestätigung durch den Nationalrat ist nicht erforderlich (Art. 72 B-VG).

### Entlassung gegen eigenen Willen
Der Nationalrat kann der Bundesregierung oder einzelnen Bundesministern jedoch jederzeit das Misstrauen aussprechen, das den Bundespräsidenten zur Entlassung der Regierung bzw. des Regierungsmitglieds verpflichtet (Art. 74 B-VG). Einzelne Minister entlässt der Bundespräsident auch auf Vorschlag des Bundeskanzlers. Das Staatsoberhaupt kann jedoch auch ohne Vorschlag die gesamte Regierung entlassen (Art. 70 Abs. 1 B-VG).

### Amtszeit
Die Amtszeit des Bundeskanzlers ist zeitlich nicht beschränkt wie etwa die des Bundespräsidenten oder des Nationalrates; die Ernennung erfolgt unbefristet. Die Ernennung des Bundeskanzlers und der übrigen Bundesminister durch den Bundespräsidenten hat verfassungsrechtlich nichts mit den Wahlen zum Nationalrat zu tun, auch nicht mit der Amtszeit und der Volkswahl des Bundespräsidenten. De facto korreliert sie meist mit Nationalratswahlen.

### Demission

#### Demission der ganzen Regierung
Die gesamte Bundesregierung kann beschließen, ihren Wunsch auf Amtsenthebung geschlossen an den Bundespräsidenten zu richten (demissionieren). Der Bundespräsident ist verpflichtet, solche Amtsenthebungen vorzunehmen (Art. 74 Abs. 3 B-VG).
Der Rücktritt nach einer Nationalratswahl ist rechtlich nicht zwingend, aber sinnvoll, da der Bundespräsident die Regierung sonst aus eigener Initiative entlassen oder ihr der neue Nationalrat das Misstrauen aussprechen könnte (was den Bundespräsidenten zur Entlassung zwänge). Daher ist es realpolitisch üblich, dass die Bundesregierung nach einer Nationalratswahl geschlossen ihren Rücktritt beim Bundespräsidenten einreicht.
Ebenso kann die Bundesregierung jederzeit ihre Demission beschließen, wenn ihr dies aus politischen Gründen zweckmäßig erscheint.
Ist die Bundesregierung aus dem Amt geschieden, hat der Bundespräsident bis zur Bildung der neuen Bundesregierung Mitglieder der scheidenden Bundesregierung mit der Fortführung der Verwaltung und einen von ihnen mit dem Vorsitz in der einstweiligen Bundesregierung zu betrauen (Art. 71 Abs. 3 B-VG).
Neuwahlen kommen in diesem Zusammenhang lediglich zustande, wenn der Bundespräsident auf Vorschlag der Regierung den Nationalrat auflöst oder wenn der Nationalrat, was häufig der Fall ist, selbst seine Auflösung beschließt.

#### Demission nur des Bundeskanzlers
Der Bundeskanzler kann jederzeit auf eigenen Wunsch den Bundespräsidenten ersuchen, ihn des Amtes zu entheben, man spricht hierbei von Demission. Der Bundespräsident ist verpflichtet, solche Amtsenthebungen vorzunehmen (Art. 74 Abs. 3 B-VG). Nach der Amtsenthebung des Bundeskanzlers muss der Bundespräsident entweder einen neuen Bundeskanzler ernennen oder ein Mitglied der Bundesregierung mit der vorläufigen Fortführung der Verwaltung des Bundeskanzleramtes und mit dem Vorsitz in der weiterbestehenden Bundesregierung betrauen (Art. 71 Abs. 3 B-VG).
Die Demission eines Bundeskanzlers unabhängig von der restlichen Regierung ist in der Geschichte der Zweiten Republik unüblich. So demissionierte etwa am 16. Juni 1986 die gesamte Bundesregierung, obwohl die am selben Tag angelobte Nachfolgeregierung weitgehend mit der vorigen ident war und sich neben einzelnen Ministern nur in der Person des Bundeskanzlers (von Fred Sinowatz zu Franz Vranitzky) unterschied.
In jüngerer Vergangenheit demissionierte der Bundeskanzler in vier Fällen:
- Werner Faymann wurde am 9. Mai 2016 auf eigenen Wunsch durch den Bundespräsidenten des Amtes enthoben. Gleichzeitig damit wurde der bisherige Vizekanzler Reinhold Mitterlehner mit der vorläufigen Fortführung der Verwaltung des Bundeskanzleramtes und mit dem Vorsitz in der weiterbestehenden Bundesregierung Faymann II bis zur Bestellung des neuen Bundeskanzlers Christian Kern (SPÖ; Bundesregierung Kern) am 17. Mai 2016 betraut.

- Am 9. Oktober 2021 gab Bundeskanzler Sebastian Kurz seine Demission bekannt und schlug Alexander Schallenberg, den amtierenden Außenminister, als seinen Nachfolger vor.[5] Dieser wurde am 11. Oktober 2021 als Bundeskanzler vom Bundespräsidenten angelobt.
- Am 2. Dezember 2021 kündigte Alexander Schallenberg an, sein Amt als Bundeskanzler zur Verfügung zur stellen. Der Bundespräsident enthob Schallenberg auf dessen eigenen Wunsch am 6. Dezember 2021 und ernannte Karl Nehammer zum neuen Bundeskanzler.[6]
- Karl Nehammer kündigte am 4. Jänner 2025 an, auf eigenen Wunsch als der mit der Fortführung der Verwaltung des Bundeskanzleramtes und mit dem Vorsitz in der einstweiligen Bundesregierung betraute Bundeskanzler zurückzutreten. Bundespräsident Van der Bellen enthob ihn am 10. Jänner 2025 des Amtes und beauftragte Alexander Schallenberg mit der Fortführung der Verwaltung des Bundeskanzleramts und mit dem Vorsitz in der einstweiligen Bundesregierung.[7]

## Stellung des Bundeskanzlers im Staatsgefüge
Protokollarisch steht der Bundeskanzler an dritter Stelle hinter dem Bundespräsidenten und den Präsidenten des Nationalrates.

### Formaler Rahmen
Gemäß Art. 19 Abs 1 Bundes-Verfassungsgesetz sind „die obersten Organe der Vollziehung […] der Bundespräsident, die Bundesminister und Staatssekretäre sowie die Mitglieder der Landesregierungen.“ Nach Art. 69 Abs 1 B-VG sind „mit den obersten Verwaltungsgeschäften des Bundes […], soweit diese nicht dem Bundespräsidenten übertragen sind, der Bundeskanzler, der Vizekanzler und die übrigen Bundesminister betraut. Sie bilden in ihrer Gesamtheit die Bundesregierung unter dem Vorsitz des Bundeskanzlers.“ Die Bundesregierung wird als Kollegialorgan tätig und alle Mitglieder müssen gemeinsam und einstimmig entscheiden. Nach Art. 69 Abs. 3 ist die Bundesregierung dann beschlussfähig, wenn mehr als die Hälfte ihrer Mitglieder anwesend ist.
Der Bundeskanzler ist als Leiter des Bundeskanzleramtes gleichzeitig auch Bundesminister, der damit den anderen Bundesministern, als Leiter der ihnen zugeordneten Bundesministerien, nicht über- sondern gleichgeordnet ist (Art. 77 Abs 3 B-VG). Auch räumt ihm seine Funktion als Vorsitzender der Bundesregierung nach Art. 69 Abs. 1 (siehe oberhalb) keine rechtliche Überordnung ein. Als primus inter pares hat er damit, anders als zum Beispiel der deutsche Bundeskanzler, gegenüber den anderen Regierungsmitgliedern keine Richtlinienkompetenz.
Dennoch ist die Stellung des Bundeskanzlers im politischen System Österreichs insofern herausragend, da ihm vom Bundes-Verfassungsgesetz neben dem Vorsitz seines Kabinetts einige Aufgaben zugewiesen sind, die ihm in seiner rechtlichen Stellung der obersten Vollziehungsorgane des Bundes ein besonderes Gepräge geben. So werden unter anderem auf seinen Vorschlag hin vom Bundespräsidenten die übrigen Mitglieder der Bundesregierung (Bundesminister und Staatssekretäre) ernannt und diese auf seinen Vorschlag auch aus der Regierung entlassen (Art. 70 B-VG). Allerdings wäre es für den Bundeskanzler in einer typischerweise bestehenden Koalitionsregierung in der Regel politisch unzweckmäßig, einen Minister seines Koalitionspartners gegen dessen Willen zur Entlassung vorzuschlagen, da die andere Partei dann die Koalition aufkündigen könnte – dadurch wäre die parlamentarische Mehrheit (und somit der Bundeskanzler selbst) gefährdet. Dies passierte zum Beispiel 2019 in Folge der Ibiza-Affäre.

### Realpolitische Stellung
Realpolitisch hängt die Stellung des Bundeskanzlers – der im Volksmund schlicht als „Kanzler“ bezeichnet wird – von seiner persönlichen Autorität, von der Stärke der Partei, die er vertritt, und von seiner Stärke in dieser Partei ab. In der Öffentlichkeit gilt er als der Hauptverantwortliche für die aktuelle Politik des Landes.
Der Kanzler hat mehr politisches Gewicht und kann eine kohärentere Politik verfolgen, wenn der Finanzminister seine Vertrauensperson ist und gemeinsam mit ihm agiert. Da Regierungsbeschlüsse einstimmig zu fassen sind und den anderen Ministern der Überblick über das Gesamtbudget fehlt, hat der Finanzminister eine Schlüsselposition inne.
Dass sich eine realpolitische Vormachtstellung des Bundeskanzlers aber auch ohne die typische realpolitische Umgebung ergeben kann, zeigte die erste Amtszeit von Wolfgang Schüssel, der im Jahr 2000 nur der drittstärksten Partei vorstand, die auch nicht den Finanzminister stellte.
In der von Dezember 2008 bis Mai 2016 amtierenden österreichischen Bundesregierung stand der sozialdemokratische Bundeskanzler Werner Faymann dem konservativen Finanzminister und Vizekanzler Josef Pröll gegenüber, sodass die Möglichkeiten des Kanzlers begrenzt waren. Eine derartige Konstellation ermöglicht eine Pattstellung in der Regierung. Annähernd gleich starke Koalitionsparteien teilen sich oft die beiden Ämter auf (im Jahr 2000 konservativer Bundeskanzler und freiheitlicher Finanzminister bei Mandatsgleichheit im Nationalrat, ab 2007 sozialdemokratischer Bundeskanzler und konservativer Finanzminister).
In Zeiten der Überlegenheit des größeren Koalitionspartners und hohen Einflusses des Amtsinhabers in der eigenen Partei oder bei einer Alleinregierung, wie sie in der Zweiten Republik bisher nur unter den Kanzlern Klaus und Kreisky bestand, hat der Bundeskanzler eine deutlich mächtigere Stellung in der Innenpolitik.

### Leitung der Bundesregierung
Der Bundeskanzler leitet die von ihm (meist wöchentlich) einberufenen Sitzungen der Bundesregierung (Ministerrat), in denen die Regierungsarbeit formal koordiniert wird. Vom Ministerrat beschlossene Regierungsvorlagen – das sind Gesetzentwürfe aus Ministerien, die nach dem so genannten Begutachtungsverfahren (bei dem Stellungnahmen aller Ministerien, aller Bundesländer und vieler Interessenvertretungen eingeholt werden) und darauf allenfalls folgenden Entwurfskorrekturen die Zustimmung aller Minister gefunden haben – leitet der Kanzler zur Behandlung im Parlament an das Nationalratspräsidium weiter. Vom Parlament beschlossene und vom Bundespräsidenten unterzeichnete („beurkundete“) Gesetze hat der Bundeskanzler laut Verfassung gegenzuzeichnen. Nur mit den Unterschriften dieser beiden Staatsorgane erlangen Gesetze Rechtskraft. Sie sind vom Bundeskanzler unverzüglich im Bundesgesetzblatt für die Republik Österreich zu verlautbaren.
Der Bundeskanzler kann im Bundeskanzleramt auch Materien verantwortlich leiten, die sonst einem Ressortminister zufallen. Vor der Einrichtung eines eigenständigen Außenministeriums betreute der Bundeskanzler auch die auswärtigen Angelegenheiten; später gab es einen Kunstkanzler, der Kunstagenden wahrnahm.

## Einstweilige Amtsführung
Nach Art. 71 Bundes-Verfassungsgesetz ist bei Ausscheiden der Bundesregierung oder des Bundeskanzlers aus dem Amt bis zur Bildung einer neuen Bundesregierung bzw. bis zur Angelobung eines neuen Bundeskanzlers ein Mitglied der bisherigen Bundesregierung „mit der Fortführung der Verwaltung“ des Bundeskanzleramts und mit dem „Vorsitz in der Bundesregierung“ zu betrauen. Der mit der Fortführung der Verwaltung Beauftragte trägt die gleiche Verantwortung wie ein „definitiver“ Bundeskanzler und hat auch dieselben Befugnisse. Er ist damit „vollwertiger“, wenngleich auch nur einstweiliger, Bundeskanzler. Umstritten ist allerdings, ob dem einstweiligen Bundeskanzler bei der Bestellung der einstweiligen Bundesminister auch das sonst gegebene Vorschlags- und Gegenzeichnungsrecht zukommt oder ob der Bundespräsident von einer derartigen Bindung freigezeichnet ist.
Die einstweilige Amtsausübung ist die Norm im Zeitraum nach einer Nationalratswahl bis zur Angelobung einer neuen Bundesregierung, wobei hier die Person in der Regel ident mit dem zuvor amtierenden Bundeskanzler ist. In der jüngsten österreichischen Geschichte (Stand: Jänner 2025) ist ein derartiger Fall einstweiliger Amtsausübung auch mehrfach in anderen Situationen zu verzeichnen gewesen. So erklärte im Mai 2016 in der laufenden Wahlperiode Bundeskanzler Werner Faymann seinen Rücktritt. Am 9. Mai wurde er seinem Wunsch entsprechend vom damaligen Bundespräsidenten Heinz Fischer des Amtes enthoben. Gleichzeitig wurde Vizekanzler Reinhold Mitterlehner bis zur Bestellung eines neuen Bundeskanzlers mit dem Vorsitz in der weiter amtierenden Bundesregierung Faymann II betraut, dies blieb er bis zum Ende dieser Regierung am 17. Mai 2016 (gefolgt von der Bundesregierung Kern). Am 28. Mai 2019 entließ Bundespräsident Alexander Van der Bellen in Befolgung von Art. 74 Bundes-Verfassungsgesetz nach einem erfolgreichen Misstrauensvotum des Nationalrates die bisherige Bundesregierung Kurz I. Zugleich beauftragte er bis zur Bildung der neuen Regierung die bisherigen Bundesminister mit der Fortführung der Verwaltung ihrer Ministerien und den bisherigen Finanzminister Hartwig Löger mit der Verwaltung des Bundeskanzleramtes und dem Vorsitz in der einstweiligen Bundesregierung. Nachdem Karl Nehammer am 4. Jänner 2025 ankündigte, als Bundeskanzler zurückzutreten, betraute Bundespräsident Van der Bellen am 10. Jänner 2025 den bereits die Verwaltung des Außenministeriums fortführenden Alexander Schallenberg mit der Fortführung der Verwaltung des Bundeskanzleramts und mit dem Vorsitz in der einstweiligen Bundesregierung.

## Wissenswertes
- Anders als nach dem Bezügegesetz steht aufgrund des seit dem 1. August 1997 geltenden Bundesbezügegesetzes nur mehr dem Bundespräsidenten eine Amtswohnung zu (§ 8 Bundesbezügegesetz).
- Sebastian Kurz (ÖVP) war bei seinem Amtsantritt am 18. Dezember 2017 mit 31 Jahren Österreichs bisher jüngster Bundeskanzler und damals zugleich der jüngste amtierende Regierungschef der Welt.[17]
- Sebastian Kurz ist auch der bisher einzige Bundeskanzler, der in der Zweiten Republik zweimal mit Unterbrechung amtierte.
- Mit der Amtsenthebung der gesamten Bundesregierung am 28. Mai 2019 war Sebastian Kurz überdies der zu diesem Zeitpunkt jüngste Alt-Bundeskanzler der österreichischen Republik.
- Keine Amtszeit war kürzer als jene von Alexander Schallenberg (ÖVP) mit 56 Tagen. Hartwig Lögers Amtszeit von 6 Tagen ist insofern auszuklammern, als er nur mit der einstweiligen Fortführung der Amtsgeschäfte betraut worden war und nicht offiziell als Bundeskanzler angelobt wurde.
- Ebenso ist Alexander Schallenberg der erste Bundeskanzler der zweiten Republik, der nicht in Österreich geboren wurde. Karl Renner, der im heutigen Tschechien geboren wurde, amtierte noch als Staatskanzler.
- Brigitte Bierlein (parteilos) war die erste Frau, die das Amt bekleidete. Außerdem war sie mit 69 Jahren die bei Amtsantritt älteste Person und löste damit Alfons Gorbach (ÖVP) ab, der bis 2019 (mit einem Antrittsalter von 63 Jahren im Jahr 1961) der bis dahin älteste österreichische Bundeskanzler zum Zeitpunkt der Angelobung war.
- Bruno Kreisky (SPÖ) war, als er nach 13 Amtsjahren 1983 zurücktrat, mit 72 Jahren älter als Gorbach beim Ausscheiden aus dem Amt.